# Rotterterode
Rotterterode ist ein Ortsteil der Gemeinde Kirchheim im osthessischen Landkreis Hersfeld-Rotenburg. Der Ort liegt nördlich von Kirchheim und ist von Wald umgeben.

## Geschichte

### Ortsgeschichte
Die älteste bekannte schriftliche Erwähnung von Rotterterode erfolgte unter dem Namen Rutharterade im Jahr 1317.
Weitere Erwähnungen erfolgten unter den Ortsnamen: villa Rotharterode und Rotterderode. Später gehörte Rotterterode zum Amt Niederaula. Kirchlich gehört das Dorf seit 1747 zu Kirchheim.
Zum 31. Dezember 1971 wurde die bis dahin selbständige Gemeinde Rotterterode im Zuge der Gebietsreform in Hessen auf freiwilliger Basis in die Gemeinde Kirchheim eingegliedert. Für Rotterterode, wie für alle bei der Gebietsreform nach Kirchheim eingegliederten Gemeinden sowie für die Kerngemeinde, wurden Ortsbezirke mit Ortsbeirat und Ortsvorsteher nach der Hessischen Gemeindeordnung gebildet.

### Verwaltungsgeschichte im Überblick
Die folgende Liste zeigt die Staaten und Verwaltungseinheiten, denen Rotterterode angehört(e):
- 1348: Heiliges Römisches Reich, Reichsabtei Hersfeld, Amt Niederaula
- ab 1378: Heiliges Römisches Reich, Landgrafschaft Hessen (1402–1458 Abtei Hersfeld), Amt Niederaula
- ab 1648: Heiliges Römisches Reich, Landgrafschaft Hessen-Kassel, Fürstentum Hersfeld, Amt Niederaula
- ab 1806: Landgrafschaft Hessen-Kassel, Fürstentum Hersfeld, Amt Niederaula
- 1807–1813: Königreich Westphalen, Departement der Werra, Distrikt Hersfeld, Kanton Obergeis
- ab 1815: Kurfürstentum Hessen, Fürstentum Hersfeld, Amt Niederaula[8]
- ab 1821/22: Kurfürstentum Hessen, Provinz Fulda, Kreis Hersfeld[9][Anm. 2]
- ab 1848: Kurfürstentum Hessen, Bezirk Hersfeld
- ab 1851: Kurfürstentum Hessen, Provinz Fulda, Kreis Hersfeld
- ab 1867: Königreich Preußen, Provinz Hessen-Nassau, Regierungsbezirk Kassel, Landkreis Fulda
- ab 1871: Deutsches Reich, Königreich Preußen, Provinz Hessen-Nassau, Regierungsbezirk Kassel, Kreis Hersfeld
- ab 1918: Deutsches Reich, Freistaat Preußen, Provinz Hessen-Nassau, Regierungsbezirk Kassel, Kreis Hersfeld
- ab 1944: Deutsches Reich, Freistaat Preußen, Provinz Kurhessen, Landkreis Hersfeld
- ab 1945: Amerikanische Besatzungszone, Groß-Hessen, Regierungsbezirk Kassel, Landkreis Hersfeld
- ab 1946: Amerikanische Besatzungszone, Land Hessen, Regierungsbezirk Kassel, Landkreis Hersfeld
- ab 1949: Bundesrepublik Deutschland, Land Hessen, Regierungsbezirk Kassel, Landkreis Hersfeld
- ab 1972: Bundesrepublik Deutschland, Land Hessen, Regierungsbezirk Kassel, Landkreis Hersfeld-Rotenburg, Gemeinde Kirchheim[Anm. 3]

## Bevölkerung

### Einwohnerentwicklung
| Rotterterode: Einwohnerzahlen von 1834 bis 2015 | Rotterterode: Einwohnerzahlen von 1834 bis 2015 | Rotterterode: Einwohnerzahlen von 1834 bis 2015 | Rotterterode: Einwohnerzahlen von 1834 bis 2015 | Rotterterode: Einwohnerzahlen von 1834 bis 2015 |
| --- | ----------------------------------------------- | ----------------------------------------------- | ----------------------------------------------- | ----------------------------------------------- |
| Jahr |                                                 |                                                 |                                                 | Einwohner                                       |
| 1834 | 1834                                            |                                                 | 132                                             | 132                                             |
| 1840 | 1840                                            |                                                 | 134                                             | 134                                             |
| 1846 | 1846                                            |                                                 | 157                                             | 157                                             |
| 1852 | 1852                                            |                                                 | 171                                             | 171                                             |
| 1858 | 1858                                            |                                                 | 149                                             | 149                                             |
| 1864 | 1864                                            |                                                 | 145                                             | 145                                             |
| 1871 | 1871                                            |                                                 | 140                                             | 140                                             |
| 1875 | 1875                                            |                                                 | 144                                             | 144                                             |
| 1885 | 1885                                            |                                                 | 132                                             | 132                                             |
| 1895 | 1895                                            |                                                 | 123                                             | 123                                             |
| 1905 | 1905                                            |                                                 | 117                                             | 117                                             |
| 1910 | 1910                                            |                                                 | 120                                             | 120                                             |
| 1925 | 1925                                            |                                                 | 114                                             | 114                                             |
| 1939 | 1939                                            |                                                 | 99                                              | 99                                              |
| 1946 | 1946                                            |                                                 | 143                                             | 143                                             |
| 1950 | 1950                                            |                                                 | 144                                             | 144                                             |
| 1956 | 1956                                            |                                                 | 117                                             | 117                                             |
| 1961 | 1961                                            |                                                 | 87                                              | 87                                              |
| 1967 | 1967                                            |                                                 | 82                                              | 82                                              |
| 1970 | 1970                                            |                                                 | 87                                              | 87                                              |
| 1980 | 1980                                            |                                                 | ?                                               | ?                                               |
| 1990 | 1990                                            |                                                 | ?                                               | ?                                               |
| 2000 | 2000                                            |                                                 | ?                                               | ?                                               |
| 2006 | 2006                                            |                                                 | 79                                              | 79                                              |
| 2010 | 2010                                            |                                                 | 74                                              | 74                                              |
| 2011 | 2011                                            |                                                 | 78                                              | 78                                              |
| 2015 | 2015                                            |                                                 | 77                                              | 77                                              |
| Datenquelle: Historisches Gemeindeverzeichnis für Hessen: Die Bevölkerung der Gemeinden 1834 bis 1967. Wiesbaden: Hessisches Statistisches Landesamt, 1968. Weitere Quellen: LAGIS; Zensus 2011 Ab 2004 Daten jeweils zum Stichtag 31. Dezember des jeweiligen Jahres ohne Nebenwohnsitze |                                                 |                                                 |                                                 |                                                 |

### Einwohnerstruktur 2011
Nach den Erhebungen des Zensus 2011 lebten am Stichtag, dem 9. Mai 2011, in Rotterterode 78 Einwohner. Darunter waren 3 (3,8 %) Ausländer.
Nach dem Lebensalter waren 18 Einwohner unter 18 Jahren, 33 zwischen 18 und 49, 12 zwischen 50 und 64 und 15 Einwohner waren älter. Die Einwohner lebten in 30 Haushalten. Davon waren 6 Singlehaushalte, 6 Paare ohne Kinder und 12 Paare mit Kindern, sowie 6 Alleinerziehende und keine Wohngemeinschaften. In 6 Haushalten lebten ausschließlich Senioren und in 18 Haushaltungen lebten keine Senioren.

## Politik
Für den Ortsteil Rotterterode besteht ein Ortsbezirk (Gebiete der ehemaligen Gemeinde Rotterterode) mit Ortsbeirat und Ortsvorsteher nach der Hessischen Gemeindeordnung. Der Ortsbeirat besteht aus fünf Mitgliedern. Nach den Kommunalwahlen in Hessen 2021 gesteht der Ortsbeirat aus fünf fraktionslosen Mitgliedern. Diese wählten Roland Dostler zum Ortsvorsteher.

### Historische Religionszugehörigkeit
| • 1885: | 130 evangelische (= 98,48 %), zwei katholische (= 1,42 %) Einwohner |
| • 1961: | 87 evangelische (= 100 %) Einwohner                                 |

## Sehenswürdigkeiten
Für die unter Denkmalschutz stehenden Kulturdenkmale des Ortes siehe die Liste der Kulturdenkmäler in Rotterterode.

## Infrastruktur
- Auf seinem Weg von Bad Hersfeld nach Kirchheim fährt der Bürgerbus montags bis freitags durch den Ort. Hier verkehrt auch das AST.
- Der Ort hat ein Dorfgemeinschaftshaus.